# Tanasi

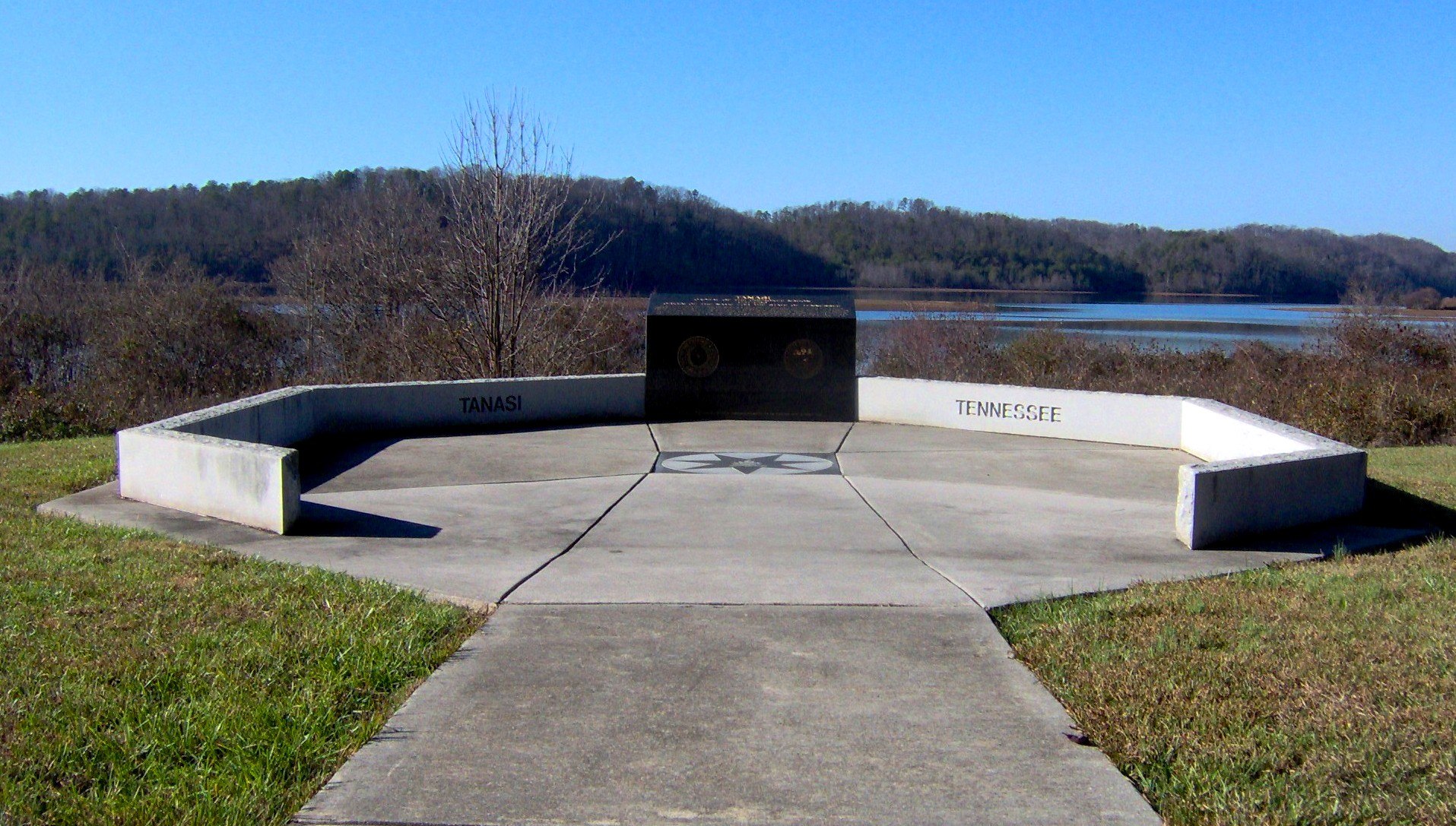
Gedenkstätte mit Blick auf Tanasi

Tanasi (Cherokee ᏔᎾᏏ Tanasi) war eine Indianersiedlung der Cherokee am Little Tennessee River im heutigen Monroe County in Tennessee, im Südosten der Vereinigten Staaten. Das Dorf war der Namensgeber für den Staat Tennessee. Die Siedlung wurde im 19. Jahrhundert aufgegeben. Sie galt von 1721 bis 1730 als Hauptstadt der Cherokee und wurde vom benachbarten Chota abgelöst.
Tanasi ist als Kulturdenkmal in das National Register of Historic Places eingetragen.
In den 1980er Jahren wurde ein Denkmal am Ufer des Stausees Tellico Lake oberhalb von Tanasi errichtet, das an die Geschichte der Siedlung und den Ursprung des Namens Tennessee erinnert.